# Ornebius varipennis
Ornebius varipennis är en insektsart som beskrevs av Lucien Chopard 1936. Ornebius varipennis ingår i släktet Ornebius och familjen Mogoplistidae. Inga underarter finns listade i Catalogue of Life.